# Гимназија „Јован Јовановић Змај” Нови Сад
Гимназија „Јован Јовановић Змај” је најстарија од четири гимназије у Новом Саду. Носи назив једног од најзначајнијих српских песника крајем 19. и почетком 20. века, Јована Јовановића Змаја.

## Историја
Српска велика православна гимназија је основана 27. јануара 1810. године у Новом Саду, граду који је од 1748. уживао статус слободног града у Аустријској монархији, а био је и најзначајнији економски и културни центар Срба на простору Балкана. Основао ју је трговац и грађанин Новога Сада, Сава Вуковић од Берексова (Лазар Томановић га наводи као Мостарца), пошто је поклонио износ од 20.000 форинти за ту сврху. Остали новосадски грађани подстицајем митрополита карловачког Стефана Стратимировића и епископа бачког Гедеона Петровића, објавом Основног писма Српске гимназије новосадске, уписали су такође велике прилоге, те је брзо сакупљено преко 100.000 форинти. Идуће године је вредност овога новца, ради државног банкрота, пала на петину. Поновним прилозима подигнут је износ за градњу гимназије на близу 50.000 форинти. Године 1811. отворен је први и други разред, 1816/1817. трећи, а затим сваке године по један, тако да је 1819/1820. имала 6 разреда. Због рата 1848. године гимназија је била затворена и те је године изгорела.
Гимназија је поново отворена 1852/1853, али само са 4 нижа разреда, и тако је остала до 1865/1866. Те године добила је право јавности, те је отворен 5. и 6. разред, 1866/1867 7. разред, а 1867/1868 8. разред. Наставни план је био стално усаглашаван са наставним планом у државним гимназијама. Познатији управитељи и професори гимназије били су: Павле Шафарик, Јован Хаџић, Петар Јовановић, Ђорђе Натошевић, Ђорђе Магарашевић, Милован Видаковић, Јован Ђорђевић, Никола Крстић, Јован Туроман, Васа Пушибрк, Јован Грујић, Александар Сандић, Лаза Костић, Ђорђе Дера, Михајло Остојић, Јован Грчић, Јован Живојновић, Исидор Бајић и др. Од 1811. до 1911. године кроз гимназију у Новом Саду је прошло укупно 18.000 ученика.
Уз карловачку гимназију, гимназија у Новом Саду имала је велике заслуге за одржање и ширење српске националне идеје. Велики број знаменитих Срба прошао је кроз ову школу. Њена важност постала је већа у доба када се Матица српска преселила у Нови Сад и у доба Новога Сада као „Српске Атине“. Њена аутономија била је много мања него аутономија карловачке гимназије. Влада је подигла мађарску гимназију, да српској науди, али без успеха. Број ученика се није смањивао, а било је и Немаца и Јевреја. који су српску стављали испред мађарске гимназије. Српска гимназија је добила велику помоћ, која је помагала Србе против мађаризације. Марија Трандафил је основала при српској гимназији закладу за ђаке, из које се издавало 30 стипендија.
Садашња зграда је подигнута 1900. године средствима барона Милоша Бајића и других добротвора на месту првобитних здања у порти Саборног храма Светог великомученика Георгија по пројекту архитекте Владимира Николића у ренесансном стилу.
2016. Године зграда гимназије је темељито реновирана. Поред обнове оштећених делова унутрашње и спољашње конструкције, главном крову зграде је додат стаклени кров за школски музеј у стилу и на месту старог крова. Згради је промењена бела боја у јарко беж боју са додатним светлијим беж и белим бојама које истичу кључне делове зидова и рељефа. Нова боја зграде инспирисана је бојама других историјских барокних грађевина Новог Сада и околних места.

## Називи школе
- Од 1810. године: Српска православна велика гимназија новосадска.
- Од 27. августа 1920. године: Државна мушка гимназија.
- Од 3. октобра 1931. године: Државна мушка реална гимназија краља Александра I.
- Од 13. априла 1941. године: Мађарска краљевска државна гимназија са српским наставним језиком.
- Од 28. фебруара 1945. године: Женска гимназија (из Његошеве улице) и Мушка гимназија (из Футошке улице) су се на почетку школске 1950/1951. преселиле у зграду садашње гимназије и спојиле у једну I мешовиту гимназију. Дотадашња Мешовита гимназија је постала II мешовита гимназија, у истој згради.
- Од 1952. I мешовита гимназија постаје Виша мешовита гимназија „Светозар Марковић“, а II мешовита гимназија добија име „Јован Јовановић Змај“.
- Оне су школске 1959/1960. године спојене у једну - Гимназију „Јован Јовановић Змај“.
- Од школске 1977/1978. године школа почиње да ради као Центар за образовање кадрова у друштвеним делатностима (два разреда средњег позивно-усмереног образовања), у духу реформе образовања и васпитања са 10. конгреса СКЈ.
- Школске 1983/1984. године школа је опет постала четворогодишња (два разреда заједничког средњег васпитања и два разреда средњег позивно-усмереног образовања) и добија назив Средња природно-математичка школа „Јован Јовановић Змај“.
- Године 1985. школа је прославила 175 година просветарског рада и мења назив у Средња природно-математичка гимназија „Јован Јовановић Змај“.
- Од школске 1987/1988. године школа је поново променила физиономију и постала јединствена школа где се образују кадрови природно-математичке струке.
- Школске 1990/1991. године школа поново постаје Гимназија „Јован Јовановић Змај“.

## Директори гимназије
1810–1920
- Данило Петровић и Григорије Јанковић, до 1819
- Павел Јозеф Шафарик, 1819–1826
- Јефтимије Јовановић, 1826–1827
- Данило Петровић, 1827–1828
- др Јован Хаџић, 1830–1849
- др Ђорђе Натошевић, 1853–1857
- Паво Јовановић, 1857–1858
- Петар Нинковић, 1858–1865
- Константин Исаковић, 1865–1866
- Александар Гавриловић, 1866–1867
- Герман Анђелић, 1867–1868
- Александар Гавриловић, 1868–1871
- Васа Пушибрк, 1871–1910
- Стеван Милованов, 1918–1920

1920–1941
- Марко Вилић, 1920
- Димитрије Шилић, заменик директора, 1920–1922
- Васа Даниловић, 1922–1925
- Јован Живојиновић, 1925–1926
- Александар Замуровић, заменик директора, 1926–1927
- Мирко Балубџић, 1927–1932
- Мираш Кићовић, заменик директора, 1932–1933
- Милан Јаковљевић, заменик директора, 1933
- Душан Јованов, в. д. директора, 1933–1934
- др Бранко Магарашевић, 1934–1941

1941–1944
- Феранц Међеши, 1941
- Калман Варади, 1941–1944

1945–данас
- Миленко Шуваковић, 1945–1959 (Потпуна Мешовита гимназија и гимназија „Јован Јовановић Змај“)
- Петар Адамовић, 1945–1947 (Мушка гимназија)
- Марије Хвала, 1947–1948 (Мушка гимназија)
- Живан Радмановић, 1948–1949 (Мушка гимназија)
- Новак Радовић, 1959–1965
- Слобода Маслаћ, в. д. директора, 1965–1967
- др Ђорђе Бајић, 1967–1977
- Вера Банић-Царић, 1977–1980
- Марко Цицмил, 1980–2001
- Петар Којић, в. д. директора 2001–2002
- др Радивоје Петров Стојковић, 2002–

## Знаменити ученици и професори
Кроз више од два века постојања, Гимназија „Јован Јовановић Змај" је била прави расадник српске интелигенције. Кроз ову школу прошли су као ученици или као професори бројни знаменити људи српске историје, али и јавни, културни и научни радници.

### Наставници
Међу најзначајнијим професорима који су предавали у Гимназији били су:
- Павел Јозеф Шафарик — књижевни историчар и научник светског гласа, управитељ Гимназије
- Милован Видаковић — књижевник и професор
- Георгије Магарашевић — професор и књижевник
- Јован Хаџић — књижевник и професор, руководио првим испитом зрелости 1868. године
- Лукијан Мушицки — песник и професор
- Мојсеј Игњатовић — професор и књижевник
- Теодор Радонић — историчар и професор
- Данило Петровић — први управитељ Гимназије

### Ученици

#### Књижевници и песници
- Јован Јовановић Змај
- Лаза Костић
- Коста Трифковић
- Ђура Даничић
- Јован Грчић Миленко
- Паја Марковић-Адамов
- Васа Стајић
- Раша Попов

#### Политичари и јавни радници
- Светозар Милетић
- Михаило Полит-Десанчић
- Лазар Пачу
- Лазар Томановић
- Маја Гојковић

#### Научници и просветни радници
- Ђорђе Натошевић
- Тихомир Остојић
- Станоје Станојевић
- Јован Радонић
- Радован Кошутић
- Милан Шевић
- Павле Вујевић
- Алекса Ивић
- Петар Милорадовић
- Јован Туцаков
- Душан Каназир
- Олга Хаџић

#### Уметници
- Исидор Бајић
- Милоје Милојевић
- Петар Коњовић
- Јован Ђорђевић
- Јован Солдатовић
- Петар Краљ
- Јосиф Татић
- Гордана Ђурђевић-Димић
- Александра Плескоњић-Илић
- Александар Гајин
- Душан Макавејев
- Воја Солдатовић

#### Остали
- Соња Маринковић — народни херој
- Порфирије Перић — патријарх српски
- Радивој Кашанин
- Радивој Петровић
- Јован Максимовић
- Милета Јакшић
- Милош Хаџић

### Статистика
У периоду од 1816. до 1848. године Гимназију је похађало преко 3.300 ученика, што је дало немерљив значај за развој интелигенције и национални препород код Срба.
Од 1868. до 1918. године у Гимназију је уписано 15.792 ученика различитих националности — Срба, Немаца, Јевреја, Хрвата, Мађара, Словака, Румуна и Русина, што најбоље сведочи о квалитету наставе у Гимназији.

## Образовни смерови
У школи постоји неколико образовних смерова:
- природно-математички смер (једно одељење)
- природно-математички смер (билингвално српско-енглеско, српско-француско, српско-немачко и српско-руско одељење - укупно два одељења)
- природно-математички смер (спортски, од 2015. - једно одељење)
- ученици са посебним способностима за биологију и хемију (једно одељење, од 2019.)
- ученици са посебним способностима за физику (једно одељење)
- ученици са посебним способностима за рачунарство и информатику (три одељења)
- ученици са посебним способностима за математику (два одељења)

У Гимназији „Јован Јовановић Змај“ од септембра 2007. постоје огледна одељења седмог и осмог разреда основне школе за талентоване ученике за математику, физику и информатику, за сада једина у Војводини.
Део наставног кадра Гимназије чине професори и асистенти са факултета Универзитета у Новом Саду.

## Билингвална настава
Такође и од септембра 2010. године, са радом је почела и билингвална настава. Билингвална настава постоји на руском, енглеском, француском и немачком језику. Смер је природно-математички али се на страном језику уче математика, физика, хемија, информатика и биологија. Остали предмети уче се на српском језику.

## Билингвална настава на француском
Пријемни који се полаже да би се уписао овај разред је око 3 недеље пре обичног пријемног, који је сваки ученик обавезан да положи, како би уписао ово одељење. Потребно знање из француског језика је ниво DELF A2. Ово одељење је основала француска амбасада која прати школовање ових ученика кроз све 4 године. На крају 4. године, добија се диплома из француског језика и право на студирање у Француској, без полагања теста разлике језика. Такође, добија се и шанса за добијање стипендије за наредно школовање у Француској.
Ученици сваке године посећују Француску, и на тај начин вежбају своје знање из француског језика.
Оваква одељења већ постоје у Београду и Нишу.

## Ваннаставне активности
- Хор
- Оркестар
- Драмска секција на енглеском језику
- Драмска секција на француском језику „Змај“
- Еколошки клуб „Зелени Змај“
- Рецитаторска секција
- Дебатни клуб
- Школски лист „Скамија“
- Лингвистичка радионица
- Психолошка секција
- Хемијска секција
- Биолошка секција
- Ликовна секција
- Информатичка секција
- Шпанска секција
- Руска секција
- Секција роботике и електронике

## Ученички парламент
Већ неколико година, активан је и ученички парламент који је највећи Ученички парламент у Србији. Парламент броји велики број чланова (98).
Већ неколико година реализује се културна размена професора и ученика са Гимназијом из Сланог (Чешка).

## Награде и признања
Одликовања
- Орден Светог Саве I реда Краљевине Југославије, 1935. године
- Орден заслуга за народ I реда ФНР Југославије, 1960. године
- Орден рада са црвеном заставом СФР Југославије, 1985. године
- Орден Светог Саве I реда Српске православне цркве, 2016. године

Награде
- Вукова награда културно-просветне заједнице Србије, 1970. године
- Новембарска награда Савеза организација физичке културе Србије, 1971. године
- Спартакова награда, 1972. године
- Награда пунолетства, 25. мај 1972. године
- Награда ослобођења Војводине, 1985. године
- Октобарска награда града Новог Сада, 1984. године
- Златна плакета за образовање „Бирамо најбоље у 2002.“
- Светосавска награда најбољој средњој школи за резултате постигнуте у 2002/2003. школској години Министарства просвете Републике Србије
- International award for excelence in services & products, 2005. године
- Признање „ Др Ђорђе Натошевић“ за изузетне резултате у образовно-васпитном раду 2005/2006. школске године

## Галерија
- Фотографија старе зграде Српске православне велике гимназије у Новом Саду (1889)
- Колегијум професора Српске православне велике гимназије у Новом Саду (1891)
- Освећење нове зграде Српске православне велике гимназије у Новом Саду (1901)
- Зграда гимназије Јован Јовановић Змај у Новом Саду пре реновирања 2016. године.
- Зграда гимназије Јован Јовановић Змај у Новом Саду пре реновирања 2016. године.
- Основно писмо Српске гимназије новосадске (1867)